# Cadia
Cadia es un género de plantas de la familia Fabaceae. Comprende 15 especies descritas y de estas solo 7 aceptadas.

## Taxonomía
El género fue descrito por Peter Forsskål y publicado en Flora Aegyptiaco-Arabica 90. 1775.

## Especies aceptadas
A continuación se brinda un listado de las especies del género Cadia aceptadas hasta julio de 2014, ordenadas alfabéticamente. Para cada una se indica el nombre binomial seguido del autor, abreviado según las convenciones y usos.
- Cadia commersoniana Baill.
- Cadia ellisiana Baker
- Cadia emarginatior M.Peltier
- Cadia pedicellata Baker
- Cadia pubescens Baker
- Cadia purpurea (G.Piccioli) Aiton
- Cadia rubra R.Vig.